# 청호저수지
청호저수지(晴湖貯水池)는 전북특별자치도 부안군 하서면 청호리에 위치한 저수지이다. 1968년 3월에 계화도 간척지 평야 일대에 농업용수를 공급할 목적으로 착공하여, 1971년 8월에 완공되었다.
물이 맑고 깨끗하며 붕어, 잉어, 메기 등 각종 담수어가 풍부해 민물낚시를 즐기러 오는 사람들이 자주 찾는다. 또한 동진강물과 만경강물이 흘러들어오는 하구에는 넓은 갯벌이 조성되어 있어 개리와 청둥오리를 비롯한 다양한 철새들과 갯벌 생물들이 서식하고 있다.